# Salò, czyli 120 dni Sodomy
Salò, czyli 120 dni Sodomy (wł. Salò o le 120 giornate di Sodoma) – włosko-francuski dramat filmowy z 1975 roku w reżyserii Piera Paola Pasoliniego, utrzymany w konwencji kina eksploatacji i luźno oparty na powieści markiza de Sade'a pt. 120 dni Sodomy czyli szkoła libertynizmu, z akcją umieszczoną w innych realiach historycznych. Jest wyjątkowo kontrowersyjny ze względu na drastyczne sceny, obsceniczne ujęcia, naturalistyczne ukazanie sadyzmu, przemocy i całego wachlarza seksualnych dewiacji i tym samym zakazany w wielu krajach. Ekranizując dzieło francuskiego pisarza, przeniesiono akcję w czasy II wojny światowej do Włoskiej Republiki Socjalnej (1943-1945) w rejonie Salò. Dzieło można interpretować jako krytykę włoskiego faszyzmu lub ogólniej – totalitaryzmu. Reżyser filmu nie dożył premiery.

## Fabuła i środki wyrazu
Tytułowe Salò to miasteczko na północy Włoch, w którym Mussolini założył Repubblica Sociale Italiana, będącą ostatnią próbą utrzymania faszyzmu w okupowanych przez armię niemiecką Włoszech. Czterej dygnitarze republiki – prezydent, książę, burmistrz i biskup – urządzają wśród miejscowej ludności łapankę. Podpisują pakt, który zobowiązuje ich do zachowania tajemnicy o wydarzeniach mających wkrótce nastąpić.
Sekwencje filmowe poprzedzają napisy zawierające drobiazgową bibliografię, z której korzystano w trakcie pracy nad scenariuszem. Obraz zaczyna się niewinnie: delikatna muzyka klasyczna, powolne kadrowanie, w tle żołnierze. Kolejne sceny z podtytułem Przedsionek piekła to łapanka, ale nie podaje się, w jakim celu. Porwane zostają najdorodniejsze okazy chłopców i dziewcząt – po osiem sztuk z każdego rodzaju. Na samym początku jest o dwie sztuki więcej, ale jeden chłopak ginie podczas próby ucieczki, a dziewczynie podrzyna się gardło dla zachowania proporcji. Ofiary zostają sprowadzone do odludnej willi. Tam rozpoczyna się wielodniowa orgia pełna gwałtów, tortur, poniżania i mordowania.
Tytuły kolejnych sekwencji nawiązują do Boskiej komedii Dantego: W kręgu manii, W kręgu gówna, W kręgu krwi. W trakcie orgii m.in. skalpuje się żywcem, wyłupuje oczy, odcina język i je odchody. Wszystko to przy wtórze perwersyjnych opowieści i fortepianowej muzyki, wśród wyrafinowanych obrazów.

## Obsada
Opracowano na podstawie materiału źródłowego:
| - Paolo Bonacelli – książę - Giancarlo Vigorelli – książę (głos) - Giorgio Cataldi – biskup - Giorgio Caproni – biskup (głos) - Aldo Valletti – prezydent - Marco Bellocchio – prezydent (głos) - Uberto Paolo Quintavalle – sędzia - Aurelio Roncaglia – sędzia (głos) - Caterina Boratto – signora Castelli - Elsa De Giorgi – signora Maggi - Hélène Surgère – signora Vaccari - Laura Betti – signora Vaccari (głos) - Marco Lucanton – ofiara - Sergio Fascetti – ofiara - Bruno Musso – ofiara - Antonio Orlando – ofiara - Franco Merli – ofiara - Liana Acquaviva – starsza córka księcia - Sonia Saviange – pianistka - Rinaldo Missaglia – strażnik - Giuseppe Patruno – strażnik - Guido Galletti – strażnik - Efisio Etzi – strażnik - Antiniska Nemour – ofiara | - Giuliana Melis – ofiara - Faridah Malik – ofiara - Graziella Aniceto – ofiara - Renata Moar – ofiara - Tatiana Mogilansky – córka - Susanna Radaelli – córka - Giuliana Orlandi – młodsza córka księcia - Dorit Henke – ofiara - Anna Maria Dossena – żona - Anna Recchimuzzi – żona - Gaspare Di Jenno – ofiara - Paola Pieracci – żona - Ezio Manni – współpracownik - Lamberto Book – ofiara - Ines Pellegrini – niewolnica - Claudio Troccoli – współpracownik - Carla Terlizzi – żona - Fabrizio Menichini – współpracownik - Maurizio Valaguzza – współpracownik - Benedetta Gaetani – ofiara - Umberto Chessari – ofiara - Claudio Cicchetti – ofiara - Olga Andreis – ofiara - Anna Troccoli – ofiara |

## Produkcja i realizacja
Film jest autorskim dziełem Piera Paola Pasoliniego, który już na etapie produkcji wyłożył przesłanie Salò jako krytyki społeczeństwa konsumpcyjnego: „Seks jest niczym innym jak alegorią utowarowienia ciał w rękach władzy. Uważam, że konsumpcjonizm manipuluje ciałami i gwałci je tak samo, jak robił to nazizm”. Pasolini dodawał, że uważa „konsumpcjonizm za faszyzm gorszy od klasycznego, ponieważ faszyzm klerykalny tak naprawdę nie przekształcił Włochów, nie wszedł w nich. Było to państwo totalitarne, ale nie totalizujące”.
Reżyser nie miał problemów z pozyskaniem sił i środków na produkcję filmu. Do tej pory jego nazwisko zwykle gwarantowało dużą publiczność i zyski oraz wysoki poziom artystyczny mimo częstych skandali. Poza tym film był stosunkowo tani, nie wymagał rozległych plenerów i wystarczyła praktycznie jedna lokalizacja – Villa Riesenfeld w Pontemerlano, w pobliżu Mantui. Zdjęcia trwały zaledwie 37 dni. W czasie kręcenia filmu producenci nie mieli pojęcia o skandalicznej tematyce, ponieważ nie mieli prawa wstępu na plan.
Pasolini zdawał sobie sprawę z reakcji na film i szykującej się afery. Reżyser nie udostępniał całości scenariusza, nosił przy sobie tylko robocze notatki, a aktorzy poznawali tekst dopiero tuż przed wykonaniem ujęcia. W rolach nastolatków obsadzono autentycznych niepełnoletnich.

## Dystrybucja i oddźwięk
Film miał być pierwszą częścią planowanej Trylogii śmierci nawiązującej do wcześniej nakręconej Trylogii życia, a składającej się z filmów Dekameron, Opowieści kanterberyjskie i Kwiat tysiąca i jednej nocy. Pier Paolo Pasolini nie zrealizował tego projektu, ani nawet nie zobaczył reakcji na swój film – trzy tygodnie przed premierą został okrutnie zamordowany na plaży w Ostii. Okoliczności tych zdarzeń wciąż nie zostały dokładnie wyjaśnione i budzą wiele wątpliwości.
Zgodnie z planami reżysera pierwszy pokaz odbył się w Paryżu, w kraju koproducenta. We Włoszech wszystkie kopie filmu zostały skonfiskowane przez policję już po kilku dniach rozpowszechniania. Skrócony tylko o trzy minuty film udało się pokazać w Mediolanie 11 stycznia 1976 roku, lecz po kolejnych trzech miesiącach rozpowszechniania znowu zakazano dystrybucji wyrokiem sądu, od którego decyzji udało się wnieść skuteczną apelację. Film ponownie wszedł na ekrany 15 lutego 1978 z przywróconymi scenami jako „dzieło sztuki”.
W Stanach Zjednoczonych Salò miał premierę w 1977 roku. Kopie rozpowszechniane w Niemczech były ocenzurowane, a dopiero w 1978 roku ujrzał światło dzienne w tymże kraju, między innymi ku dezaprobacie prawicowego „Die Welt”, którego reportażystka Salcia Landmann uznawała wypuszczenie filmu za „całkowity zanik wstydu i obrzydzenia”, a także „symptom śmiertelnej choroby Europy Zachodniej”. Film w latach 1975–1993 i 1998–2010 nie był dopuszczany do wyświetlania w Australii. Nie został wyświetlony m.in. w Malezji, Singapurze, Iranie, Sri Lance i Indiach. W Wielkiej Brytanii, zanim dopuszczono film do dystrybucji w wersji nieocenzurowanej, funkcjonowała specjalna wersja przeznaczona dla branży filmowej – filmoznawców, krytyków, reżyserów, scenarzystów – z wyciętymi sześcioma minutami i ze specjalnym czterominutowym prologiem, w którym prezentuje się uzasadnienie decyzji urzędu cenzora.
W Polsce film był objęty cenzurą aż do upadku komunizmu. Pojawił się jednak w nielegalnym obiegu na kasetach VHS oraz legalnie w kinach studyjnych (jeden z pierwszych pokazów odbył się w warszawskim kinie „Polonia” w latach 80. XX wieku). Emisja telewizyjna miała miejsce m.in. 13 maja 2000 (wersję 112-minutową pokazał wtedy kodowany kanał „Ale Kino!”) oraz 6 lutego 2016 na antenie TVP Kultura. Film pojawia się od czasu do czasu w kinach studyjnych i podczas przeglądów twórczości Pasoliniego. W ciągu ostatnich dwóch dekad pokazy filmu miały miejsce m.in. 2 kwietnia 2004 i 9 kwietnia 2006 w kinie „Charlie” w Łodzi, 4 kwietnia 2006 w krakowskim kinie Centrum Kultury „Rotunda”, 15 lutego 2011 w gdańskim Klubie Krytyki Politycznej.

## Odbiór
Salò pomimo upływu czasu wciąż budzi kontrowersje wśród krytyków. Filmoznawca Piotr Sawicki twierdził, że ostatni film Pasoliniego pozbawił powieść markiza de Sade'a „istotnych pytań o granice wolności czy komplementarność rozkoszy i okrucieństwa”, czego efektem jest „tendencyjny polityczny pamflet”. Obiekcje Sawickiego budziła „nieprawdopodobna” bierność i obojętność ofiar na okrucieństwo wobec nich, która może budzić również u widza tylko zobojętnienie. Sawicki podsumowywał, że „napięta konspiracja, w jakiej pracowała ekipa, a może i nazbyt emocjonalny stosunek Pasoliniego do rozliczeniowej tematyki, uczyniły Salò jednym z najsłabszych filmów reżysera, niefortunnym zjazdem w niskie rejony kina nazi exploitation”. Jerzy Płażewski uznał Salò za nieudany „mariaż rojeń de Sade'a z włoskim faszyzmem i minioną wojną”, który w istocie „nie rzucał nowego światła ani na stosunek katów i ofiar, ani na sadystyczne korzenie faszystowskiej doktryny”.
David Forgacs w analizie filmu zauważył tendencję do odczytywania utworu w lewicowych kręgach jako postępowego: „Ci, którzy bronią filmu Pasoliniego jako postępowego, zwykle tłumaczą, że przedstawia on prawdziwy faszyzm jako jednoznacznie brutalny lub że jego obrazy przymusowego seksu są nieerotyczne”. Takie ujęcie Salò proponowała rzesza krytyków, którzy postrzegali ostatni film Pasoliniego jako prawdę o faszyzmie, ostrzeżenie przed symboliczną przemocą telewizji i wysokobudżetowych widowisk kinowych, profetyczną przestrogę przed nową prawicą uosabianą np. przez Donalda Trumpa lub też po prostu przypowieść o okrucieństwie wpisanym w człowieczeństwo.

Jednakże zdaniem Forgacsa „argumentacja przeciwko poglądowi, że film oferuje normalny erotyczny spektakl, nie bierze pod uwagę, że film może oferować perwersyjny erotyczny spektakl”, z którego widz może paradoksalnie czerpać przyjemność. Forgacs, odwołując się polemicznie do jednego z esejów Susan Sontag, zwraca uwagę, że zrównanie faszyzmu z perwersją może wzbudzić fascynację ekranową przemocą oprawców, niezależnie od intencji Pasoliniego. Na to, że Salò nigdy nie zawierało żadnych progresywnych przesłań ani nie ukazywało rzeczywistości faszyzmu, zwracał uwagę już Roland Barthes w recenzji dla „Le Monde”:
W filmie Pasoliniego (to, jak sądzę, była jego własna sprawka) nie ma symbolizmu: z jednej strony rażąca analogia (faszyzm, sadyzm), a z drugiej litera, skrupulatna, natarczywa, wyeksponowana, przesadnie wypolerowana jak prymitywny obraz: alegoria i litera, ale nigdy symbol, metafora, interpretacja […]. Sade nie może być w żaden sposób poddany reprezentacji. Tak jak nie ma portretu Sade'a (z wyjątkiem wyimaginowanego), tak nie ma możliwego obrazu wszechświata Sade'a […] Dlatego Sade nigdy nie będzie akceptowalny w kinie, a z punktu widzenia Sade'a Pasolini mógł popełnić tylko błąd – co zawzięcie uczynił […]. Faszyzm jest zbyt poważnym i zbyt podstępnym zagrożeniem, by traktować go przez prostą analogię, w której faszystowscy panowie przychodzą „po prostu”, by zająć miejsce libertynów.